# Neowadotes casabito
Neowadotes casabito är en spindelart som beskrevs av Alayón 1995. Neowadotes casabito ingår i släktet Neowadotes och familjen mörkerspindlar. Inga underarter finns listade i Catalogue of Life.